# Гречук Олександр Васильович
Олекса́ндр Васи́льович Гречу́к (нар. 13 квітня 1979 — 15 лютого 2018) — старший матрос Збройних сил України, учасник російсько-української війни.

## Життєпис
Народився 1979 року в селі Зоря (Дніпровський район, Дніпропетровська область). 2002 року переїхав до села Степове, жив зі своєю коханою, працював, виховував дітей. Працював на м'ясокомбінаті «Зоря Дніпропетровська» у селі Чумаки.
16 вересня 2016 року вступив на військову службу за контрактом; старший матрос, кулеметник 2-го відділення 1-го взводу 1-ї роти морської піхоти 503 батальйону. Влітку 2017 року офіційно одружився.
Загинув 15 лютого 2018-го внаслідок обстрілу ВОП в районі села Водяне (Волноваський район).
Похований в селі Степове (Дніпровський район).
Без Олександра лишились дружина Світлана та п'ятеро дітей (старший син служив в 17-й ОТБр).

## Нагороди та вшанування
- указом Президента України № 189/2018 від 27 червня 2018 року «за особисту мужність і самовіддані дії, виявлені у захисті державного суверенітету та територіальної цілісності України, зразкового виконання військового обов'язку» — нагороджений орденом «За мужність» III ступеня[1]